# Rabouillet
Rabouillet (em catalão:  Rebollet; em occitano:  Rebolhet) é uma comuna francesa na região administrativa da Occitânia, no departamento dos Pirenéus Orientais. Estende-se por uma área de 19.21 km², e possui 94 habitantes, segundo o censo de 2018, com uma densidade de 4.9 hab/km².